# Idioma tashelhit

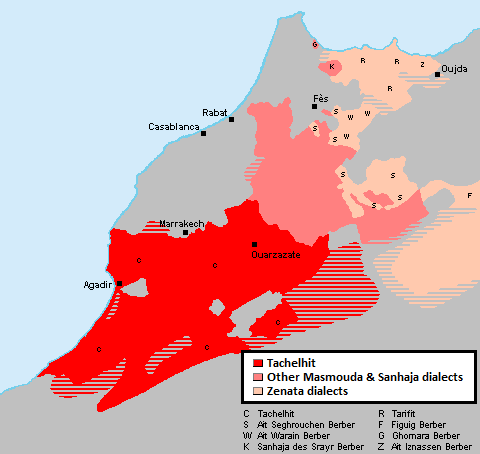

El tashelhit (también llamado tachelhit, tachlhit, shilha, chilha, chelha, chalha o chleuh) es el mayor idioma de las lenguas bereberes de Marruecos por número de hablantes (dependiendo del autor que se consulte, 3 millones o entre 8 y 9 millones) y por la extensión de su área. El chilha se habla en el sur de Marruecos en el área que va desde las laderas del Alto Atlas a las laderas meridionales del Anti-Atlas limitado al occidente por el océano Atlántico. Los límites orientales del chilha son difíciles de precisar por su gradual transición hacia el tamazight del Marruecos Central.

## Comparación léxica
La siguiente tabla contiene algunos cognados en idioma cabilio (taqbaylit), en idioma rifeño (tarifit) y en lengua tachelhit:
| GLOSA            | cabilio                | chilha                 | rifeño     |
| ---------------- | ---------------------- | ---------------------- | ---------- |
| 'árbol'          | tejṛa                  | taddagt                | ta-šejar-t |
| 'flor'           | ajeĝĝig                | ajddig                 | ta-nuwaš-t |
| 'piel'           | agʷlim                 | ilm                    | irem       |
| 'cuerno'         | icc (sing) acciwn (pl) | isk (sing) iskwen (pl) |            |
| 'suero de leche' | iɣi                    | aɣu                    | aɣi        |
| 'mantequilla'    | udi                    | tudit                  | trussi     |
| 'harina'         | awren                  | aggurn                 | aren       |
| 'ceniza'         | iɣed                   | iɣḍ                    | nifest     |
| 'luna'           | agur                   | ayyur                  | yur        |
| 'hoy'            | assa                   | ɣassa                  | nhara      |
| 'carta'          | tavṛaṭ                 | tabrat                 | tabrat     |
| 'hija'           | yelli                  | illi                   | yelli      |
| 'pequeño'        | amezyan                | imẓẓiy                 | amezyan    |
| 'rojo'           | azgʷaɣ                 | azggʷaɣ                | azeggʷaɣ   |
| 'izquierdo'      | azelmaḍ                | aẓlmaḍ                 | azelmaḍ    |
| 'vivir'          | idir                   | iddr                   | dder       |
| 'comer'          | ečč                    | icc                    | eš         |
| 'escupir'        | susef                  | sufs                   | skufes     |
| 'mirar'          | muqel                  | smuql                  | khza       |
| 'quedarse'       | qqim                   | ɣumu                   | qqim       |
| 'dejar'          | eĝĝ                    | ajj                    | eĝĝ        |
| 'enterrar'       | nṭel                   | mḍl                    | ndar       |
| 'quemar'         | ṛeɣ                    | jdr                    | sešmed     |
| 'preguntar'      | seqsi                  | saqsa                  | seqsa      |
| 'vosotros'       | kunwi                  | kunni                  | kenniw     |
| 'vosotras'       | kunemti                | kuninti                | kennimt    |
| 'con'            | yid                    | diyiḍ                  | ag         |